# جيمس إس. سيمونز
جيمس إس. سيمونز (بالإنجليزية: James S. Simmons)‏ هو سياسي أمريكي، ولد في 25 نوفمبر 1861، وتوفي في 28 نوفمبر 1935 في سانت بيترسبرغ في الولايات المتحدة. حزبياً، نشط في الحزب الجمهوري. وقد انتخب عضو مجلس النواب الأمريكي.